# Sphingonaepiopsis
Sphingonaepiopsis là một chi bướm đêm thuộc họ Sphingidae.

## Các loài
- Sphingonaepiopsis ansorgei - (Rothschild 1904)
- Sphingonaepiopsis gorgoniades - (Hubner 1819)
- Sphingonaepiopsis kuldjaensis - (Graeser 1892)
- Sphingonaepiopsis malgassica - (Clark 1929)
- Sphingonaepiopsis nana - (Walker 1856)
- Sphingonaepiopsis obscurus - (Mabille 1880)
- Sphingonaepiopsis pumilio - (Boisduval 1875)